# Wykolejona
Wykolejona – amerykańska komedia romantyczna z 2015 roku, wyreżyserowana przez Judda Apatowa, scenariusza amerykańskiej aktorki komediowej Amy Schumer, która zagrała w nim także główną rolę u boku  Billa Hadera. Ponadto w obsadzie znaleźli się m.in. Tilda Swinton, Ezra Miller, Brie Larson, John Cena i LeBron James.
Zdjęcia do filmu rozpoczęły się 19 maja 2014 w Nowym Jorku. Film miał premierę na South by Southwest 15 marca 2015 roku, zaś w amerykańskich kinach był emitowany od 17 lipca 2015 przez Universal Pictures. Wykolejona przyniosła twórcom sukces komercyjny, oraz dwie nominacje do Złotych Globów i nominacje za Najlepszy Scenariusz Oryginalny przez Amerykańską Gildię Scenarzystów (WGA).

## Obsada
- Amy Schumer[3] jako Amy Townsend
  - Devin Fabry jako 9-letnia Amy
- Bill Hader[3] jako dr Aaron Conners, nowy obiekt uczuć Amy
- Brie Larson[3] jako Kim Townsend, młodsza siostra Amy
  - Carla Oudin jako 5-letnia Kim
- Tilda Swinton[3] jako Dianna, szefowa Amy
- Colin Quinn[3] jako Gordon Townsend, ojciec Amy i Kim
- John Cena[3] jako Steven, ex-chłopak Amy
- Mike Birbiglia[3] jako Tom, kolega z pracy Amy
- Jon Glaser[3] jako Schultz, kolega z pracy Amy
- Vanessa Bayer[3] jako Nikki, przyjaciółka Amy
- Ezra Miller[3] jako Donald, stażysta w pracy Amy
- LeBron James[4] jako on sam, przyjaciel Aarona
- Evan Brinkman jako Allister, pasierb Kim
- Cliff „Method Man” Smith[4] jako Temembe
- Norman Lloyd[5] jako Norman
- Jim Norton[6] jako kierowca karetki
- Daniel Radcliffe jako wyprowadzacz psów
- Marisa Tomei[7] jako właścicielka psa
- Randall Park[8] jako Bryson
- Nikki Glaser jako Lisa[9]
- Claudia O’Doherty jako Wendy[9]
- Bridget Everett jako Kat[9]
- Norman Lloyd jako Norman